# Élection présidentielle malgache de 2023
L'élection présidentielle malgache de 2023 a lieu le 16 novembre 2023 afin d'élire le président de la république de Madagascar.
Le président sortant Andry Rajoelina est candidat à sa réélection dans un contexte de boycott de l'élection par dix de ses douze adversaires. Sa victoire sans surprises au premier tour provoque comme attendu une crise post-électorale, les autres candidats ne la reconnaissant pas. Il est investi pour un second mandat le 16 décembre 2023.

## Contexte

### Présidence d'Andry Rajoelina

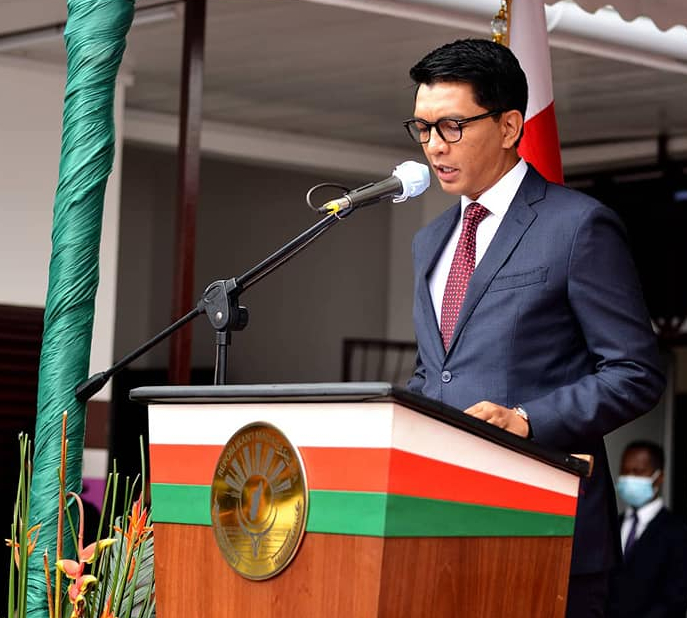
Andry Rajoelina en 2021.

L'élection présidentielle de 2018 est remportée par Andry Rajoelina. Après l'élimination au premier tour de Hery Rajaonarimampianina, Rajoelina l'emporte contre Marc Ravalomanana au second avec 55,66 % des voix, le scrutin étant dominé par l'affrontement de ces trois anciens présidents. Au lendemain de la proclamation de la victoire de Rajoelina par la Haute Cour constitutionnelle (HCC), Ravalomanana reconnait sa défaite et félicite le vainqueur, apaisant ainsi les craintes d'une crise post électorale,.
Après sa prise de fonction à la mi janvier 2019, le nouveau président mène à la victoire sa formation politique, Nous tous, ensemble avec Andry Rajoelina (IRK), lors des législatives organisées au mois de mai suivant. IRK remporte ainsi la majorité absolue des sièges, assurant à Rajoelina le soutien de l'Assemblée nationale.
Après l'échec en 2019 de sa tentative de suppression du sénat malgache, annulée à la suite d'un avis défavorable de la HCC, Rajoelina se reporte sur une simple réduction du nombre de ses membres, qui passent de 63 à 18 sénateurs. Les élections sénatoriales de décembre 2020, boycottées par une grande partie de l'opposition refusant cette réforme, voit sans surprise la victoire d'IRK, la coalition arrivant en tête dans les six provinces,. Le parti au pouvoir dispose depuis d'une majorité dans les deux chambres du parlement. Si Andry Rajoelina sort ainsi renforcé des sénatoriales, le scrutin lui permet surtout de placer un homme de confiance, Herimanana Razafimahefa, au poste de président par intérim en vue de sa candidature à un second mandat. La constitution impose en effet à un président sortant souhaitant se présenter à sa réélection de démissionner deux mois avant la tenue de l'élection présidentielle, donnant lieu à un intérim exercé par le président du Sénat,,. En avril 2023, le gouvernement interdit les réunions politiques en plein air, une décision condamnée par l'Union Européenne, le Royaume Uni, les États-Unis, la Suisse, la Norvège et le Japon.

### Polémique sur la binationalité de Rajoelina
En juin 2023, quelques mois avant l'élection présidentielle, des documents sont divulgués concernant l'acquisition en 2014 de la nationalité française par Andry Rajoelina, sa femme et leurs trois enfants,. Bien que la binationalité soit courante dans le pays, cette dissimulation de 2014 à 2023 est jugée politique, l'association avec l'ancienne puissance coloniale allant à l'encontre de la politique nationaliste du président, laquelle le voit notamment revendiquer les îles Éparses, possession française,.
La révélation de la binationalité de Rajoelina conduit celui-ci à être vivement critiqué par l'opposition, laquelle dénonce une « trahison », une « faute morale » et demande sa destitution. L'article 46 de la Constitution impose en effet à un candidat à la présidentielle d'avoir la nationalité malgache. Or l'article 42 du code de la nationalité malgache prévoit la perte de la nationalité pour un Malgache majeur qui en acquiert volontairement une autre. La question se pose alors de savoir si cette nationalité a été obtenue automatiquement par filiation de son grand-père, comme le président l'affirme, ou sur demande. Ce deuxième cas de figure correspondrait à l'acquisition volontaire décrite par le code de la nationalité, donc à la perte de la nationalité malgache. Cette possibilité est mise en avant par l'opposition qui avance que l'élection du président en 2018 n'aurait par conséquent pas été constitutionnelle,,. Rajoelina réagit en rappelant son appartenance au peuple malgache, affirmant que « Personne ne peut enlever ni changer le sang malgache qui coule dans nos veines. »,.
La polémique conduit à l'ouverture fin juin 2023 d'une enquête parlementaire, suivie de l'interpellation de la Haute Cour constitutionnelle par un collectif de citoyens de la diaspora,. Le 24 août 2023, la Haute Cour juge irrecevable la demande d'invalidation de la candidature de Rajoelina en 2018, le délai prévu pour le dépôt d'une contestation des résultats étant largement dépassé et Andry Rajoelina ne s'étant pas rendu coupable de manœuvre frauduleuse car n'ayant pas agi pour empêcher la divulgation du décret du gouvernement français. La Haute Cour juge également qu'elle n'est pas compétente pour prononcer la déchéance de nationalité du président, cette compétence appartenant au pouvoir réglementaire de l’exécutif auquel il appartient d'en faire le constat par décret. La décision intervient la veille de l'ouverture du dépôt des candidatures pour l'élection présidentielle. Elle est perçue comme un feu vert pour une candidature du président à sa réélection. Cette dernière est par la suite validée parmi douze autres par la Haute Cour constitutionnelle, laquelle rejette les quatre demandes d'annulation déposées par plusieurs de ses opposants dont l'ancien ministre Hajo Andrianainarivelo, lequel déclare que l'institution a « perdu la face aux yeux du monde ».

### Crise de l'intérim présidentiel
Une fois sa candidature validée par la Haute Cour constitutionnelle (HCC), Andry Rajoelina démissionne le 9 septembre 2023 afin de pouvoir se présenter à sa réélection, comme la Constitution l’exige. Conformément à cette dernière, le président du Sénat, Herimanana Razafimahefa doit alors assurer l'intérim, mais celui-ci y renonce « pour raisons personnelles ». L'intérim est par conséquent assuré de manière collégiale par le gouvernement Ntsay III.
Le 9 octobre, cependant, Razafimahefa déclare que sa lettre de renonciation auprès de la HCC s'est faite sous les pressions et les menaces de mort de membres du gouvernement. Il annonce par conséquent vouloir faire annuler cette lettre afin d'assurer l'intérim. Trois jours plus tard, les sénateurs réunis en session extraordinaire sur convocation du Premier ministre Christian Ntsay le destitue de la présidence du Sénat pour « déficience mentale » avant d'élire le lendemain Richard Ravalomanana à sa place, malgré la publication par Razafimahefa  d'un examen médical le déclarant sain d'esprit. Le 27 octobre, Richard Ravalomanana assume l'intérim de la présidence en tant que nouveau président du Sénat. Ces évènements provoquent les critiques de l'opposition et l'inquiétude de la communauté internationale pour le bon déroulement du scrutin,,.

## Mode de scrutin
Le président de la république de Madagascar est élu au scrutin uninominal majoritaire à deux tours pour un mandat de cinq ans renouvelable une seule fois. Est élu le candidat qui obtient la majorité absolue des suffrages exprimés au premier tour. À défaut, les deux candidats arrivés en tête s'affrontent lors d'un second tour organisé trente jours au plus tard après la proclamation des résultats du premier, et celui recueillant le plus de suffrages est élu.
Les candidats à la présidence doivent satisfaire aux conditions de la Constitution de Madagascar : être de nationalité malgache, jouir de leurs droits civils et politiques, avoir au moins trente cinq ans et résider à Madagascar depuis au moins six mois. Si le président en exercice se porte candidat, il doit démissionner de son poste soixante jours avant la date du scrutin ; dans ce cas, le président du Sénat exerce ses fonctions par intérim. En cas de candidature de ce dernier également, le gouvernement assure collégialement les fonctions du chef de l'Etat. La régularité du scrutin est vérifiée par la Commission électorale nationale indépendante (CENI).
La neutralité politique de plusieurs membres de la CENI est toutefois remise en cause par des soupçons de conflits d'intérêt. Sont ainsi concernés Soava Andriamarotafika, directeur de publication de Viva Tv et Viva Radio, deux médias appartenant à Andry Rajoelina, et Dama Arsène Andrianarisedo, époux de la ministre du Travail au moment de sa nomination.

## Campagne
Sur les 28 candidatures déposées auprès de la Haute Cour Constitutionnelle (HCC), treize sont retenues par cette dernière, qui invalide les autres pour des raisons de pièces manquantes, dont principalement la caution de 200 millions d'ariary (environ 41 000 euros),.
Initialement prévue pour le 9 novembre, l'élection est reportée au 16 en raison de la blessure au visage du candidat Andry Raobelina par un éclat de grenade lacrymogène au cours d'une manifestation de l'opposition le 2 octobre. Cet évènement l'amène à déposer une demande de report pour « force majeure » auprès de la Haute cour constitutionnelle, qui décide dix jours plus tard le report du premier tour, tout en maintenant le second au 20 décembre.

### Retrait de dix candidats et appel au boycott

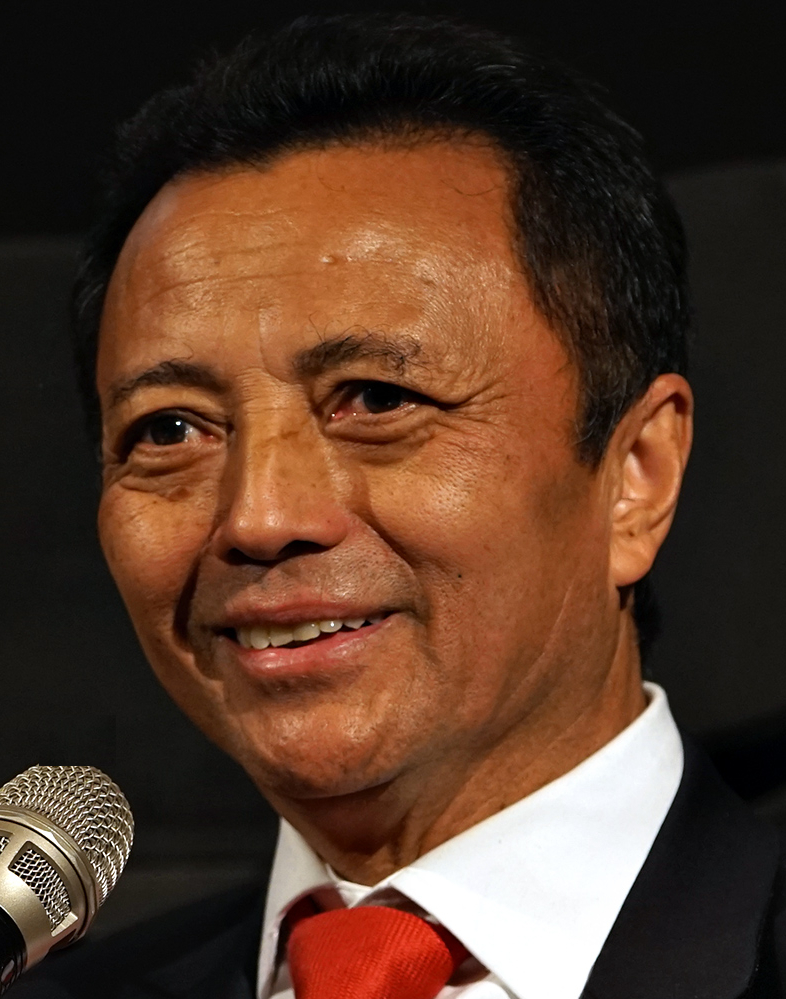
Marc Ravalomanana en 2017.

Sont initialement candidats les anciens présidents Marc Ravalomanana et Hery Rajaonarimampianina, ainsi que Richard Paraina,, Tahina Razafinjoelina, Hajo Andrianainarivelo,, Roland Ratsiraka, Lalaina Harilanto Ratsirahonana, Andry Raobelina, Jean-Brunelle Razafitsiandraofa et Jean-Jacques Ratsietison .
La validation par la Haute cour constitutionnelle de la candidature de Rajoelina provoque les critiques de ces dix adversaire qui, réunis au sein du « collectif des 10 candidats », décident de cesser de faire campagne en protestation. Seuls restent ainsi en lice face au président sortant les caniddats Siteny Randrianasoloniaiko et Sendrison Raderanirina. A l'issue d'un dialogue engagé avec l'opposition sous la médiation du conseil œcuménique des Églises chrétiennes, la présidente de l’Assemblée nationale Christine Razanamahasoa appelle le 9 novembre à la suspension du processus électoral. Le gouvernement réagit le jour même en qualifiant la demande d'« idée farfelue », jugeant que « rien ne justifie » de procéder à un report du scrutin. Le 13 novembre, à trois jours du premier tour, le collectif appelle au boycott de l'élection en demandant aux citoyens malgaches de « ne pas aller voter ». Cet appel intervient en réponse au refus de la Haute Cour constitutionnelle (HCC) et de la Commission électorale nationale indépendante (CENI) de reporter l'élection, ce qu'ils demandait en raison des tensions sociales et politiques.
Andry Rajoelina ne faisant ainsi plus face qu'à deux candidats, sa victoire dès le premier tour est jugé probable, de même que le déclenchement d'une crise post-électorale avec la non reconnaissance des résultats par une large part de l'opposition,.

### Andry Rajoelina
Éligible pour un second mandat, le président sortant Andry Rajoelina est affaibli par des années de mandat marquées par les crises sanitaires, sociales et économiques liées à la pandémie de Covid-19, l'invasion de l'Ukraine par la Russie et une sécheresse qui provoque une famine sur l'île. Le président sortant conserve néanmoins une importante popularité et peut s'appuyer sur un bilan économique qui le voit bénéficier de la confiance des grandes institutions internationales. Rajoelina axe en conséquence sa campagne sur son bilan socio-économique, auquel il associe son « Plan Émergence Madagascar » (PEM).
Sa directrice de cabinet, Romy Voos Andrianarisoa, est arrêtée le 14 août au Royaume-uni dans le cadre d'une affaire de corruption où elle est accusée d'avoir versé un pot-de-vin à la société minière britannique Gemfields, spécialisée dans l'extraction de pierres précieuses et propriétaire de l'Oriental Mining Sarl qui opère à Madagascar. Elle est congédiée le 16 août par Rajoelina qui la remplace par Lova Hasinirina Ranoromaro. Cette affaire intervient au mauvais moment pour le président sortant qui voit son équipe désorganisée juste avant la période de lancement de sa candidature.
Rajoelina annonce finalement sa candidature pour un second mandat le 6 septembre 2023, à l'occasion d'un meeting au Palais des Sports et de la Culture de Mahamasina devant les militants de son parti, Nous tous, ensemble avec Andry Rajoelina (TGV), qui l'investi candidat,,. Une fois sa candidature validée par la Haute Cour constitutionnelle (HCC), il démissionne le 9 septembre 2023 afin de pouvoir se présenter à sa réélection, comme la Constitution l’exige.

### Siteny Randrianasoloniaiko

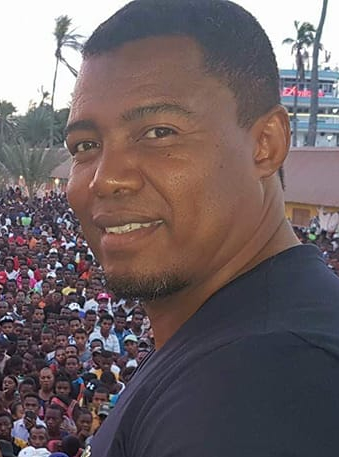
Randrianasoloniaiko en 2018.

Élu en 2019 député de la première circonscription de Toliara, dans le sud du pays, sous l'étiquette de la coalition présidentielle Nous tous, ensemble avec Andry Rajoelina (IRD), Siteny Randrianasoloniaiko prend par la suite ses distances avant de finalement devenir secrétaire national du Parti social-démocrate (PSD). Le président de l'Union africaine de judo devenu riche homme d'affaires fait campagne sur le thème de la décentralisation afin de développer l'emploi au niveau des communes. Il promet également une réforme de la justice, dont notamment le démantelement du Bureau indépendant anti-corruption (BIANCO) et des PAC (Pôles Anti-Corruption), qu'il juge inefficaces,,.

### Sendrison Raderanirina
Novice en politique après une carrière en France en tant que responsable informatique d'un grand groupe hôtelier, Sendrison Raderanirina prend pour thème principal la lutte contre la pauvreté. Revenu à Madagascar en 2020 après avoir été naturalisé français, il mène une campagne de contact avec les habitants sur le terrain,.

### Manifestations de l'opposition et répression policière
Contestant le contexte et la tenue des élections, le collectif des 10, puis des 11 candidats à la présidentielle organisent des manifestations de grande ampleur, dont une réunit le 21 octobre près de 50 000 partisans au  Coliseum d'Antsonjombe, dans la capaitale Antananarivo. Plusieurs de ces manifestations seront réprimé violemment par les forces de l'ordre, faisant plusieurs blessés. Le gouvernement procède à ces occasions à des arrestations arbitraires de manifestants, des violations de domiciles et des jets de bombe lacrymogène aux alentours immédiats d’écoles et d’hôpitaux.
Plusieurs observateurs internationaux dont le Bureau des droits de l’homme des Nations unies dénoncent une usage disproportionné de la force et le nom respect des droits humains, notamment les droits à la liberté d'expression, d'association et de réunion,.

## Résultats
|                          | Andry Rajoelina                 | TGV                      | 2 858 947  | 58,96 |  |  |
|                          | Siteny Randrianasoloniaiko      | PSD                      | 697 691    | 14,39 |  |  |
|                          | Marc Ravalomanana               | TIM                      | 586 282    | 12,09 |  |  |
|                          | Hery Rajaonarimampianina        | HVM                      | 251 144    | 5,18  |  |  |
|                          | Hajo Andrianainarivelo          | MMM                      | 91 832     | 1,89  |  |  |
|                          | Roland Ratsiraka                | MTS                      | 76 858     | 1,59  |  |  |
|                          | Tahina Razafinjoelina           | FTT                      | 76 553     | 1,58  |  |  |
|                          | Jean-Brunelle Razafitsiandraofa | APM                      | 63 474     | 1,31  |  |  |
|                          | Sendrison Daniela Raderanirina  | Fy-M                     | 38 966     | 0,80  |  |  |
|                          | Lalaina Ratsirahonana           | AF                       | 32 608     | 0,67  |  |  |
|                          | Andry Raobelina Andrialmalala   | ARB                      | 30 198     | 0,62  |  |  |
|                          | Richard Paraina                 | TT                       | 29 874     | 0,62  |  |  |
|                          | Jean-Jacques Ratsietison        | FMI-Ma                   | 14 468     | 0,30  |  |  |
|                          |                                 |                          |            |       |  |  |
| Votes valides            | Votes valides                   | Votes valides            | 4 848 895  | 94,72 |  |  |
| Votes blancs et nuls     | Votes blancs et nuls            | Votes blancs et nuls     | 270 123    | 5,28  |  |  |
| Total                    | Total                           | Total                    | 5 119 018  | 100   |  |  |
| Abstention               | Abstention                      | Abstention               | 5 924 818  | 53,65 |  |  |
| Inscrits / participation | Inscrits / participation        | Inscrits / participation | 11 043 836 | 46,35 |  |  |

## Analyse et conséquences

### Abstentions et accusations d'irrégularités
Le taux de participation officiel est de 46 %, contre 54 % en 2018, une baisse largement attribuée aux appels au boycott de l'opposition, qui ne reconnait pas la légitimité du scrutin. Celle-ci, prenant pour source des observateurs internationaux, et des membres de la CENI de manière non officielle, situe le taux à 20 %, et conteste ainsi les chiffres officiels. Peu avant, des sources au sein de la commission électorale avaient donné le même taux de 20 %, voire moins selon l'AFP. L'élection de 2023 conduit ainsi à une nouvelle crise politique, devenues habituelles dans le pays, aucune élection présidentielle n'y ayant échappé depuis l'indépendance en 1960,.
Le compte-rendu de la mission d'observation électorale de la Communauté de développement de l’Afrique australe (SADC) ne souligne aucun problème majeur. A l'inverse, celui mené par l’observatoire de la société civile Safidy, qui réunit 5 000 observateurs sur le terrain, relève une « prolifération de mauvaises pratiques électorales à l’échelle nationale ». Des électeurs auraient ainsi voté sans carte d'identité ou carte d'électeur, la présence d'encre indélébile sur leurs doigts insuffisamment vérifiée et le transport du matériel électoral non sécurisé. Surtout, l'observatoire fait le constat de nombreuses irrégularités commises, en particulier par les équipes du président sortant, Andry Rajoelina, notamment l'achat de voix. Les partisans du président aurait ainsi profité du programme d'aide sociale aux ménages vulnérables pour promettre 100 000 ariary (environ 20 euros) en échange de leur voix. L'équipe de campagne de Rajoelina réagit en accusant Safidy de partialité, qualifiant son rapport de « tendancieux » et dénué de preuves.
La branche malgache de Transparency International accuse le parti présidentiel d'avoir utilisé illégalement les données personnelles fournies par des chefs de quartier pour procéder à des distributions ciblées de nourritures dans plusieurs localités. L'ONG dénonce l'utilisation des moyens de l’État à des fins de campagne électorale. Elle qualifie également les élections de « hold-up » et de « triomphe de la corruption, de l’argent et de la complaisance sur la démocratie », tout en accusant aussi la communauté internationale d'inaction et de complaisance. Les observateurs internationaux n'ont pour leur part constaté que « quelques manquements et imperfections », qui ne remettent pas en cause le bon déroulement et la crédibilité du scrutin,.

### Prestation de serment
La Commission électorale nationale indépendante (Ceni) annonce le 25 novembre 2023 la victoire d'Andry Rajoelina dès le premier tour avec un peu moins de 59 % des voix. Le même jour, Siteny Randrianasoloniaiko saisit la Haute Cour constitutionnelle pour réclamer l'annulation du scrutin. Comme attendu au cours de la campagne, les candidats ayant boycottés le scrutin déclarent ne pas reconnaître les résultats de ce qu'ils appellent « un simulacre d'élection organisée de force »,,. Le 1er décembre 2023, La Haute Cour constitutionnelle (HCC) valide définitivement la victoire du président sortant,,. 
Son investiture intervient le 16 décembre, en présence de plusieurs dirigeants africains dont Azali Assoumani, Macky Sall, Paul Kagame, Emmerson Mnangagwa et Pravind Jugnauth,.